# 苏州河 (电影)
《苏州河》，是1999年娄烨导演的電影。内容是发生在现代中国上海市的一场悲剧爱情故事，典型的第六代中国电影，以现代中国都市经历为主题。
娄烨因为未通过中国大陆的电影委员会审查就到鹿特丹影展参展，被禁止拍电影两年。此片至今也没有在中国大陆上映。

## 剧情
苏州河上，用摩托车替人送货的马达（贾宏声）接下送接纯真少女牡丹（周迅）的活，两人相处时，牡丹爱上马达，但就在她决定把终身托付给对方时，马达财迷心窍联合黑道朋友绑架了她，令牡丹心灰意冷跳进苏州河里。临跳前，牡丹丢下会变成美人鱼再寻马达的话。五年后，为自己行为懊悔不迭的马达疑惑牡丹又回来了，开始四处找寻。当在某酒吧里看到扮美人鱼表演的美美（周迅）时，马达认定她就是牡丹......

## 演員名單
周迅  飾／牡丹、美美
賈宏聲  飾／馬達
耐安  飾／蕭紅
華仲凱  飾／老B
姚安濂  飾／世紀開心館老闆

## 評價
2000年，获荷兰鹿特丹影展的新秀奖，同时被《时代杂志》选为10大电影之一。

## 上映
因为电影未通过中国大陆的电影委员会审查就到荷兰、日本的电影节参展，因此在中国大陆被禁演。